# Reinhards
Reinhards ist ein Ortsteil der Gemeinde Freiensteinau im mittelhessischen Vogelsbergkreis.

## Geographische Lage
Reinhards liegt an den südlichen Ausläufern des Vogelsbergs in einer Höhe von 407 m über NN. Der Ort grenzt im Norden an den Ort Weidenau, im Osten an den Ort Kauppen,  im Südosten und Süden an den Ort Hintersteinau und im Westen an Freiensteinau.

## Geschichte
Reinhards gehörte zur Grafschaft Hanau-Münzenberg. Dort war es dem Amt Schlüchtern zugeordnet. Die Grafschaft Hanau-Münzenberg schloss sich in der Reformation zunächst der lutherischen Konfession an, ab dem Jahr 1597 war sie reformiert.
Mit dem Tod des letzten Hanauer Grafen, Johann Reinhard III., fiel Reinhards 1736 mit der ganzen Grafschaft Hanau-Münzenberg an die Landgrafschaft Hessen-Kassel, aus der 1803 das Kurfürstentum Hessen wurde.
Während der napoleonischen Zeit stand Reinhards ab 1806 unter französischer Militärverwaltung, gehörte 1807–1810 zum Fürstentum Hanau und dann von 1810 bis 1813 zum Großherzogtum Frankfurt, Departement Hanau. Anschließend fiel es wieder an das Kurfürstentum Hessen zurück. Nach der Verwaltungsreform des Kurfürstentums Hessen von 1821, im Rahmen derer Kurhessen in vier Provinzen und 22 Kreise eingeteilt wurde, gehörte Reinhards zum Landkreis Schlüchtern. 1866 wurde das Kurfürstentum nach dem Preußisch-Österreichischen Krieg von Preußen annektiert und ist nach dem Zweiten Weltkrieg Bestandteil des Bundeslandes Hessen geworden. Reinhards wechselte entsprechend die Verwaltungen, denen es zugehörte.

### Gebietsreform
Im Zuge der Gebietsreform in Hessen wurde der Ort durch Landesgesetz in die Gemeinde Freiensteinau eingegliedert und wechselte somit in den Vogelsbergkreis. Kirchlich gehört der Ort immer noch zur Evangelischen Kirche von Kurhessen-Waldeck bzw. zum Bistum Fulda, die protestantischen Gläubigen sind nach Hintersteinau eingepfarrt.

### Bevölkerung

#### Einwohnerentwicklung
| Reinhards: Einwohnerzahlen von 1834 bis 1970 | Reinhards: Einwohnerzahlen von 1834 bis 1970 | Reinhards: Einwohnerzahlen von 1834 bis 1970 | Reinhards: Einwohnerzahlen von 1834 bis 1970 | Reinhards: Einwohnerzahlen von 1834 bis 1970 |
| --- | -------------------------------------------- | -------------------------------------------- | -------------------------------------------- | -------------------------------------------- |
| Jahr |                                              |                                              |                                              | Einwohner                                    |
| 1834 | 1834                                         |                                              | 204                                          | 204                                          |
| 1840 | 1840                                         |                                              | 209                                          | 209                                          |
| 1846 | 1846                                         |                                              | 207                                          | 207                                          |
| 1852 | 1852                                         |                                              | 227                                          | 227                                          |
| 1858 | 1858                                         |                                              | 205                                          | 205                                          |
| 1864 | 1864                                         |                                              | 184                                          | 184                                          |
| 1871 | 1871                                         |                                              | 183                                          | 183                                          |
| 1875 | 1875                                         |                                              | 176                                          | 176                                          |
| 1885 | 1885                                         |                                              | 162                                          | 162                                          |
| 1895 | 1895                                         |                                              | 149                                          | 149                                          |
| 1905 | 1905                                         |                                              | 147                                          | 147                                          |
| 1910 | 1910                                         |                                              | 145                                          | 145                                          |
| 1925 | 1925                                         |                                              | 156                                          | 156                                          |
| 1939 | 1939                                         |                                              | 158                                          | 158                                          |
| 1946 | 1946                                         |                                              | 207                                          | 207                                          |
| 1950 | 1950                                         |                                              | 186                                          | 186                                          |
| 1956 | 1956                                         |                                              | 155                                          | 155                                          |
| 1961 | 1961                                         |                                              | 140                                          | 140                                          |
| 1967 | 1967                                         |                                              | 146                                          | 146                                          |
| 1970 | 1970                                         |                                              | 154                                          | 154                                          |
| Datenquelle: Historisches Gemeindeverzeichnis für Hessen: Die Bevölkerung der Gemeinden 1834 bis 1967. Wiesbaden: Hessisches Statistisches Landesamt, 1968. Weitere Quellen: |                                              |                                              |                                              |                                              |

#### Religionszugehörigkeit
Quelle: Historisches Ortslexikon
| • 1885: | 162 evangelische (= 100 %) Einwohner                             |
| • 1961: | 135 evangelische (= 96,43 %), 5 katholische (= 3,57 %) Einwohner |

## Politik
Ortsvorsteherin ist Tina Euler.